# Tipi Kantojärvi
Tarja Anneli Tipi Kantojärvi po mężu Birnbo (ur. 5 kwietnia 1962) – szwedzka judoczka.
Uczestniczka mistrzostw świata w 1984 i 1986. Wicemistrzyni Europy w 1985, siódma w 1983, 1986 i 1987 roku.